# Daïra d'Oran
La daïra d'Oran  est une daïra d'Algérie située dans la wilaya d'Oran et dont le chef-lieu est la ville éponyme d'Oran.
La daïra d'Oran est l'ensemble de l'ancienne ville d'Oran avec ses quartiers populaires comme Sidi El Houari, El Hemri, Petit lac et Victor hugo.

## Localisation
La daïra d'Oran est une circonscription située au nord de la wilaya d'Oran le long de la côte de la Méditerranée.

## Commune de la daïra
La daïra n'est constituée qu'une seule commune : Oran. 